# Sankt Martin bei Lofer
Sankt Martin bei Lofer  är en ort och kommun i Österrike. Den ligger i distriktet Zell am See i förbundslandet Salzburg, 280 km väster om huvudstaden Wien. Kommunen har en kort gräns i öster mot Tyskland.
Kommunen består av fem orter (Ortschaften) (inom parentes invånarantal 1 januari 2024):
- Gumping (57)
- Kirchental (5)
- Obsthurn (97)
- Sankt Martin bei Lofer (921)
- Wildental (137)